# 2013 en sport
Cet article présente les faits marquants de l'année 2013 en sport.

## Principaux événements sportifs

### Par dates(date de début)

#### Janvier
- 21 octobre 2012 au 20 janvier 2013 : 20e édition de la coupe du monde de cyclo-cross commençant à Tábor en République tchèque et finissant à Hoogerheide aux  Pays-Bas. (voir en 2012).
- 26 décembre 2012 au 5 janvier 2013 : 30e édition du championnat du monde junior de hockey sur glace à Oufa au Bachkortostan en  Russie. (voir en 2012).
- 28 décembre 2012 au 5 janvier 2013 : 6e édition des championnats du monde moins de 18 ans de hockey sur glace féminin a eu lieu à Heinola et Vierumäki en  Finlande.

- 11 au 27 janvier : 23e édition du championnat du monde de handball masculin en  Espagne.
- 14 au 27 janvier : 101e édition de l'Open d'Australie, à Melbourne, en  Australie.
- 19 janvier au 10 février : 29e édition de la coupe d'Afrique des nations de football en  Afrique du Sud.
- 21 au 27 janvier : 105e édition des championnats d'Europe de patinage artistique au Dom Sportova de Zagreb en Croatie.
- 21 janvier au 3 février : 55e édition des Championnats du monde de bobsleigh en bob à 4, la 57e édition en bob à 2 hommes, la 10e édtition en bob à 2 femmes, la 22e édition des Championnats du monde de skeleton pour les hommes et la 10e pour les femmes a eu lieu à Saint-Moritz en  Suisse.
- 28 janvier au 2 février, la 42e édition des Championnats du monde de luge a eu lieu à Whistler au  Canada.

#### Février
- 24 novembre 2012 au 24 février : 36e édition de la coupe du monde de la luge.

- 2 février : 64e édition des championnats du monde de cyclo-cross a eu lieu à Louisville aux  États-Unis.
- 2 février au 16 mars 119e édition du Tournoi des Six Nations.
- 3 février : finale de la 47e saison de Super Bowl, a eu lieu au Mercedes-Benz Superdome de La Nouvelle-Orléans (Louisiane),  États-Unis.
- 4 au 17 février : 42e édition des championnats du monde de ski alpin à Schladming en  Autriche.

- 6 au 17 février : 46e édition des Championnats du monde de biathlon à Nové Město na Moravě en République tchèque.

#### Mars
- 1er au 3 : 32e édition des championnats d'Europe d'athlétisme en salle dans le Scandinavium à Göteborg en  Suède.
- 5 au 10 : 14e édition des championnats du monde de ski acrobatique à Voss et Oslo en  Norvège.
- 10 au 17 : 103e édition des championnats du monde de patinage artistique à London au  Canada.
- 16 au 24 : 35e édition des championnats du monde de curling féminin à Riga en  Lettonie.
- 19 : Gérard Batifort est élu président de la Fédération française de la course camarguaise.
- 30 mars au 7 avril : 55e édition des championnats du monde de curling masculin à Victoria au  Canada.

#### Avril
- Du 20 au 21 avril, a lieu la 87e édition du Bol d'or, première des quatre manches du Championnat du monde d'endurance moto, sur le circuit de Nevers Magny-Cours, en France.

#### Mai
- 3 au 5 mai : 38e édition de la Coupe d'Europe des clubs de basket-ball en fauteuil roulant à Valladolid en  Espagne.
- 3 au 19 mai : 77e édition du championnat du monde de hockey sur glace à Helsinki en  Finlande et Stockholm en  Suède.
- 9 au 12 mai : 48e édition des championnats d'Europe de karaté à Budapest, en  Hongrie.
- 14 au 18 mai : qualifications pour la coupe d'Europe des nations de football 2015 à Malmo, en  Suède.
- 15 : finale de la ligue europa de l'UEFA à l'Amsterdam ArenA, à Amsterdam aux  Pays-Bas.
- 17 mai : finale du Challenge européen de rugby aux RDS Arena à Dublin en  Irlande.
- 18 mai : finale de la Coupe d'Europe de rugby à l'Aviva Stadium à Dublin en  Irlande.
- 19 mai : 
  - Grand Prix de Pau de Formule Renault 2.0 (+Porsche Carrera Cup France, Clio Cup France, Championnat de France F4, Mitjet Series et Andros GP électrique).
  - DTM : Mike Rockenfeller remporte la course de Brands Hatch.
  - Coupe d'Europe de marche 2013 à Dudince, en Slovaquie.
- 25 : finale de la ligue des champions de l'UEFA à Wembley au Wembley Stadium, à Londres en  Angleterre.
- 26 mai au 9 juin : 112e édition des internationaux de France de tennis à Paris,  France.

#### Juin
- 15 au 30 juin : 
  - 34e édition du Championnat d'Europe de basket-ball féminin en  France.
  - 9e édition de la Coupe des confédérations organisée par la FIFA au  Brésil.
- 16 au 21 juin : 26e édition des Championnats d'Europe d'escrime à Zagreb en Amsterdam.
- 20 au 30 juin : 17e édition des Jeux méditerranéens à Mersin en  Turquie.
- 21 juin au 13 juillet : 19e édition de la Coupe du monde de football des moins de 20 ans en  Russie.
- 22 et 23 juin : 
  - 24 Heures du Mans 2013.
  - 4e édition des Championnats d'Europe d'athlétisme par équipes à Gateshead ( Royaume-Uni) pour les épreuves de Super Ligue, et à Dublin, Kaunas et Banská Bystrica pour les autres ligues.
- 24 juin au 7 juillet : 127e édition du Tournoi de Wimbledon à Londres au  Royaume-Uni.
- 29 au 30 juin : 30e édition de la Coupe d'Europe des épreuves combinées, à Talinn ( Estonie) pour la Super Ligue, et à Nottwil et Ribeira Brava, pour respectivement la première et la seconde Ligue.
- 29 juin au 21 juillet : 100e édition du tour de France à Porto-Vecchio et à Paris,  France.

#### Juillet
- 6 au  17 juillet : 27e édition des Universiades d'été à Kazan, en  Russie.
- 10 au 14 juillet : 
  - 9e édition des Championnats d'Europe espoirs d'athlétisme à Tampere en  Finlande.
  - 8e édition des Championnats du monde d'athlétisme jeunesse au Stade Chakhtar, à Donetsk en Ukraine.
- 10 au 28 : 11e édition du Championnat d'Europe de football féminin en  Suède.
- 13 juillet : finale de la coupe du monde de football des moins de vingt ans : la France bat l'Uruguay et devient la première nation au monde à avoir remporté toutes les compétitions masculines organisées par la FIFA.
- 18 au 21 juillet : 22e édition des Championnats d'Europe juniors d'athlétisme à Rieti en  Italie.
- 19 juillet au 4 août : 15e édition des Championnats du monde de natation, à Barcelone, en  Espagne.
- 25 juillet au 4 août : 9e édition des Jeux mondiaux, à Cali, en  Colombie.

#### Août
- 5 au 12 août : 60e édition des Championnats du monde d'escrime à Budapest en  Hongrie.
- 10 au 18 : 14e édition du championnats du monde d'athlétisme en plein air au Stade Loujniki, à Moscou, en  Russie.
- 15 au 18 : 40e édition du championnats du monde de course en ligne de canoë-kayak à Szeged, en  Hongrie.
- 17 août au 6 octobre : 18e édition du Rugby Championship.
- 24 août au 15 septembre : 68e édition du Tour d'Espagne cycliste, entre Vilanova de Arousa et Madrid, en  Espagne.
- 26 août au 1er septembre : 32e édition des championnats du monde de judo à Rio de Janeiro, au  Brésil.
- 26 août au 9 septembre : 133e édition de l'US Open à New York aux  États-Unis.

#### Septembre
- 4 au 22 septembre : 38e édition des championnats d'Europe de basket-ball masculin à Novo Mesto, Jesenice, Koper et Ptuj pour les phases de poules et à l'Arena Stožice à Ljubljana pour la phase finale en Slovénie.
- 6 au 14 septembre : 28e édition des championnats d'Europe de volley-ball féminin à Berlin en Allemagne et à Zurich en  Suisse.
- 6 au 15 septembre : 7e édition des Jeux de la francophonie à Nice en  France
- Le Samedi 7 septembre : élection de la ville hôte des jeux olympiques d'été de 2020 lors de la 125e session du CIO à Buenos Aires.
- 18 au 28 : 17e édition de la coupe du monde de beach soccer à Tahiti en  Polynésie française.
- 20 au 29 : 28e édition des championnats d'Europe de volley-ball masculin en  Pologne et au  Danemark.
- 23 au 29 : 2e  édition de l'Open de Sibiu en  Roumanie

#### Octobre
- 26 octobre au 3 novembre : Masters de tennis à Paris.
- 26 octobre au 30 novembre : 14e édition de la coupe du monde de rugby à XIII en Angleterre, au  Pays de Galles, en  France et en  Irlande.

#### Décembre
- Le Vendredi 6 décembre 2013 a eu lieu le tirage au sort de la Coupe du monde de football 2014.
- 7 au 22 : 21e édition du championnat du monde de handball féminin en Serbie.
- 11 au 21 : 10e édition de la coupe du monde des clubs de la FIFA, au  Maroc.
- 12 au 15 : 21e édition des championnats d'Europe de natation en petit bassin à Herning ( Danemark).

## Par sport

### Athlétisme
- 3 février : Championnats d'Europe de cross-country
- 9 et 10 mars : 11e Coupe d'Europe hivernale des lancers.
- 24 mars : 40es Championnats du monde de cross à Bydgoszcz (POL).
- 25 et 26 mai : ECCC Track and Field Senior.
- 8 juin : Coupe d'Europe du 10 000 m (16e édition).
- 6 juillet : 11es European Mountain Running Championships (uphill).
- 14 au 19 juillet : 12e Festival olympique de la jeunesse européenne à Utrecht.
- 8 décembre : 20es Championnats d'Europe de cross.

### Rugby à XIII
- 5 mai : à Perpignan, Pia remporte le Championnat de France face à Saint-Estève XIII Catalan 33-26.
- 11 mai : à Carcassonne, Avignon remporte la Coupe de France face à Limoux 38-37.
- 30 novembre : L'Australie remporte la Coupe du monde de rugby à XIII.
  - Article de fond : Coupe du monde de rugby à XIII 2013

### Water-Polo
France
- Mai : Le C. N. M. est Champion de France Pro A pour la 34e fois.
- L'O. Nice Natation est Champion de France Pro F pour la 6e fois..
- 20 octobre 2013 : Lille M. Water-Polo remporte la Coupe de la ligue féminine pour la 1re fois.

Europe
- L'Étoile rouge de Belgrade est Championne d'Europe pour la 1re fois.
- VK Radnicki Kragujevac remporte la Len Euro Cup pour la 1re fois.

Monde
- 3 août : Les Hongrois sont Champions du Monde.
- 2 août : Les Espagnoles sont Championnes du Monde.
- 15 juin : Les Serbes remportent la Ligue Mondiale.
- Les Chinoises remportent la Ligue Mondiale.